# 威廉港 (港口)

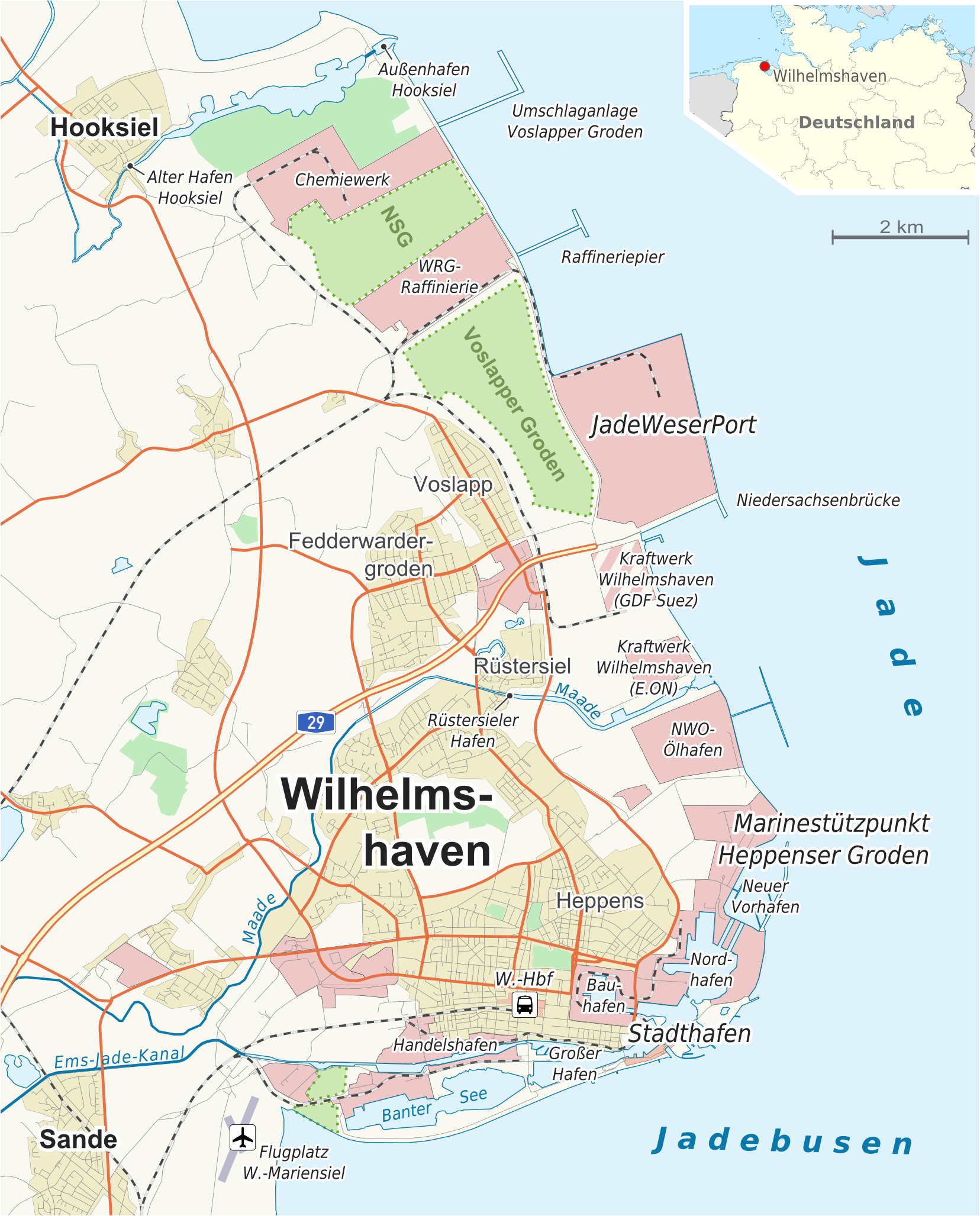
威廉港各港区示意图

威廉港港口，指德國下薩克森邦港口城市威廉港周邊的一系列港口。
威廉港的港口分佈在市区的南側及東側，若依各港口发展时間排序，則分別是内港、北港区、黑彭瑟格罗登海军基地、NWO油港、下萨克森桥（煤炭港）、福斯拉珀格罗登（Voslapper Groden）港区（化学品）、亚德港集装箱港区。此外，亚德湾沿岸还分布着一些小的港口。
威廉港拥有德国水深最深的港口，并且是德国最大的石油转运港。德国海港全部石油吞吐量的80%靠威廉港完成。威廉港的石油管通往莱茵-鲁尔地区和汉堡的炼油厂。威廉港的货物吞吐量在德国的海港中排名第三，仅次于汉堡港和不来梅州的港口。
威廉港的建设始于普鲁士在北海设立海军据点的计划。出于这个目的，普鲁士于1854年向奧爾登堡大公國购买了亚德湾内的一块土地，这块土地成为了威廉港的港口和城市的萌芽。

## 港区分布
除了军港和供小型游艇停靠的码头以外，1950年代以来，威廉港的水域建设了多个装卸不同货物种类的深水码头：
- 弗斯拉伯·葛洛登港区：又称为INEOS码头，它是威廉港最北端的码头，建于1979至1981年间。两个泊位可以靠泊12000吨的船舶，用于转运乙基和其它化学品。该码头属于INEOS公司的化学工厂所有。

- 炼油厂码头：炼油厂码头在INEOS码头以南，于1974与1976之间建成，两个泊位分别能挂靠25万吨和13500吨的油轮，水深在7.5米至18.5米之间。

- 亚德港集装箱港区：于2012年9月21日投入使用的集装箱深水港区，位于油港以南，四个深水泊位可供四艘超大型集装箱船同时挂靠。在油港与亚德港之间可以再建设容纳两个泊位的亚德港二期。

- 下萨克森桥：1972年建成的下萨克森桥是一个转运煤炭和氢氧化钠溶液的码头，有泊位三个，主要用于E.ON火电厂的石煤供应。下萨克森桥可以停靠吃水高达18.5米的大型散货船，它拥有德国唯一能停靠满载的25万吨开普敦级散货船的深水泊位。

- NWO油港：NWO公司的石油码头是最南端、亚德湾沿岸开发最早（1958年）的码头，可挂靠25万吨级油轮，泊位数为三个。码头拥有160万立方米的原油存储容量，并通过管道与汉堡和科隆附近的韦瑟灵的炼油厂相连。